# Sedna I mac Airtri
Sedna I mac Airtri – legendarny zwierzchni król Irlandii z dynastii Milezjan (linia Íra, syna Mileda) w latach 747–742 p.n.e. Syn Airtriego, brata Cermny Finna i Sobairce’a, zwierzchnich królów Irlandii.
Sedna, według średniowiecznej irlandzkiej legendy i historycznej tradycji, objął zwierzchnią władzę nad Irlandią po śmierci Roithechtaigha I mac Maen. W jednej wersji historii miał go zabić w walce w Cruachain (ob. Rathcroghan koło Bellanagare w hrabstwie Roscommon), by ochronić swego syna Fiachy Finscothacha. Sedna, po pięciu latach panowania, został zabity w Cruachain przez swego syna Fiachę oraz Muinemona, w siódmym stopniu potomka Eochaida II Faebarglasa, zwierzchniego króla Irlandii. Syn dokonał ojcobójstwa po powrocie z emigracji, po czym przejął po ojcu zwierzchnią władzę nad wyspą.